# Berge
Berge es una localidad y municipio de la provincia de Teruel, en la comunidad autónoma de Aragón, España. Tiene una población de 216 habitantes (INE 2024). Su patrona es la Virgen de la Peña. El pueblo se halla próximo al enclave formado por el Maestrazgo y la ruta del tambor y el bombo.
Su punto más alto corresponde al Morrón de Viñas. En su término, concretamente en el más de Ruiz, se halla un árbol monumental, en este caso un latonero o almez (celtis australis). También podemos encontrar el embalse de Gallipuén, ubicado por completo en el territorio de Berge.

## Historia
Existen numerosos vestigios de antiguos pobladores (íberos, visigodos) y también restos de los tiempos en que estuvo ocupada por los árabes, de quienes, según la tradición local, proviene la actual infraestructura del regadío principal: azud, acequias. etc.
Se conocen tres ubicaciones diferentes para la población a lo largo de la historia: la primera y más antigua situada en un punto de elevación media, entre la ermita actual de la Virgen de la Peña, con vestigios de haber sido un punto fortificado en la Edad Media y un desnivel natural, a lo largo del Cabezo del Molino. De la segunda, no muy lejana, solo quedan ruinas de una importante construcción llamada la Casa de la Orden (quizá orden de los Hospitalarios) y el recuerdo, en la toponimia, del asentamiento. Éste es conocido como Campo del Lugar y se ubica junto al punto donde se toma el agua para riego del río Guadalopillo. La última y actual, no excede de los 500 años de antigüedad, pero en ella se observan hermosas construcciones de los siglos XVII y XVIII, época de esplendor y de aumento notable de la población, como lo demuestra la construcción de una gran iglesia, de estilo barroco, en 1737.

## Demografía
Berge cuenta con una población de 216 habitantes (INE 2024).
| Gráfica de evolución demográfica de Berge entre 1842 y 2021                                                         |
| |
| Población de derecho según los censos de población del INE Población de hecho según los censos de población del INE |

## Administración y política
| Período   | Alcalde                  | Partido      | Partido |
| --------- | ------------------------ | ------------ | ------- |
| 1979-1983 | Emilio Huesa Lahoz       | UCD          |         |
| 1983-1987 | Laureano Pérez Soler     | AP-PDP-UL    |         |
| 1987-1991 | Laureano Pérez Soler     | AP           |         |
| 1991-1995 | Laureano Pérez Soler     | PP           |         |
| 1995-1999 | Daniel Martín Ejarque    | PP           |         |
| 1999-2003 | Daniel Martín Ejarque    | PP           |         |
| 2003-2007 | Daniel Martín Ejarque    | PP           |         |
| 2007-2011 | Daniel Martín Ejarque    | PP           |         |
| 2011-2015 | Daniel Martín Ejarque    | PP de Aragón |         |
| 2015-2019 | Juan Antonio Lej Esteban | PSOE-Aragón  |         |
| 2019-     | Juan Antonio Lej Esteban | PSOE-Aragón  |         |

| Partido             | Partido                                            | 1979   | 1983   | 1987   | 1991   | 1995   | 1999   | 2003   | 2007   | 2011   | 2015   | 2019   |
| Partido             | Partido                                            | Ediles | Ediles | Ediles | Ediles | Ediles | Ediles | Ediles | Ediles | Ediles | Ediles | Ediles |
|                     | Partido de los Socialistas de Aragón (PSOE-Aragón) | —      | —      | 3      | 3      | 1      | 0      | 2      | 0      | 2      | 4      | 4      |
|                     | Partido Popular de Aragón (PP)                     | —      | 7      | 4      | 4      | 2      | 4      | 3      | 4      | 4      | 1      | 1      |
|                     | Partido Aragonés (PAR)                             | —      | —      | —      | —      | 2      | 1      | 0      | 0      | 0      | 0      | 0      |
|                     | Federación de Independientes de Aragón (FIA)       | —      | —      | —      | —      | —      | —      | —      | 1      | 1      | —      | —      |
|                     | Unión de Centro Democrático (UCD)                  | 7      | —      | —      | —      | —      | —      | —      | —      | —      | —      | —      |
| Total de concejales | Total de concejales                                | 7      | 7      | 7      | 7      | 5      | 5      | 5      | 5      | 7      | 5      | 5      |

## Patrimonio
Edificio catalogado como Bien de Interés Cultural:
- Iglesia de San Pedro Mártir - Identificador: 7-INM-TER-019-040-001 - Fecha de registro: 30/09/2002
- Torre Piquer